# اسلام‌آباد گاماسیاب علیا
اسلام‌آباد گاماسیاب علیا، روستایی از توابع بخش مرکزی شهرستان دلفان در استان لرستان ایران است.

## جمعیت
این روستا در دهستان خاوه جنوبی قرار دارد و براساس سرشماری مرکز آمار ایران در سال ۱۳۸۵، جمعیت آن ۲۵۹ نفر (۵۴ خانوار) بوده‌است.